# Porrogszentpál
Porrogszentpál is een plaats (község) en gemeente in het Hongaarse comitaat Somogy. Porrogszentpál telt 101 inwoners (2001).